# Beijing Capital Airlines

Логотип Deer Jet Airlines

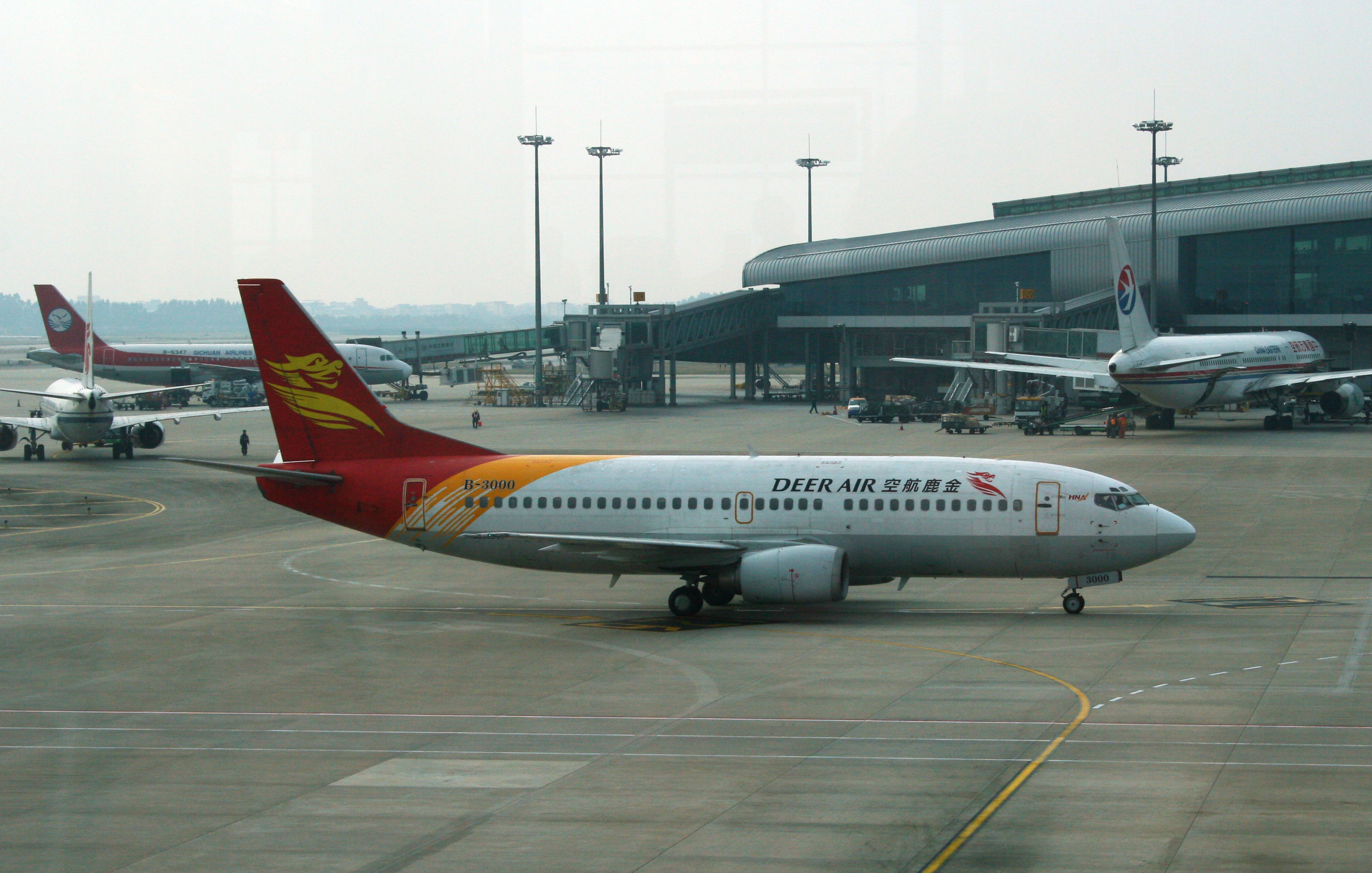
Boeing 737-300 авиакомпании Deer Jet Airlines в международном аэропорту Гуанчжоу Байюнь

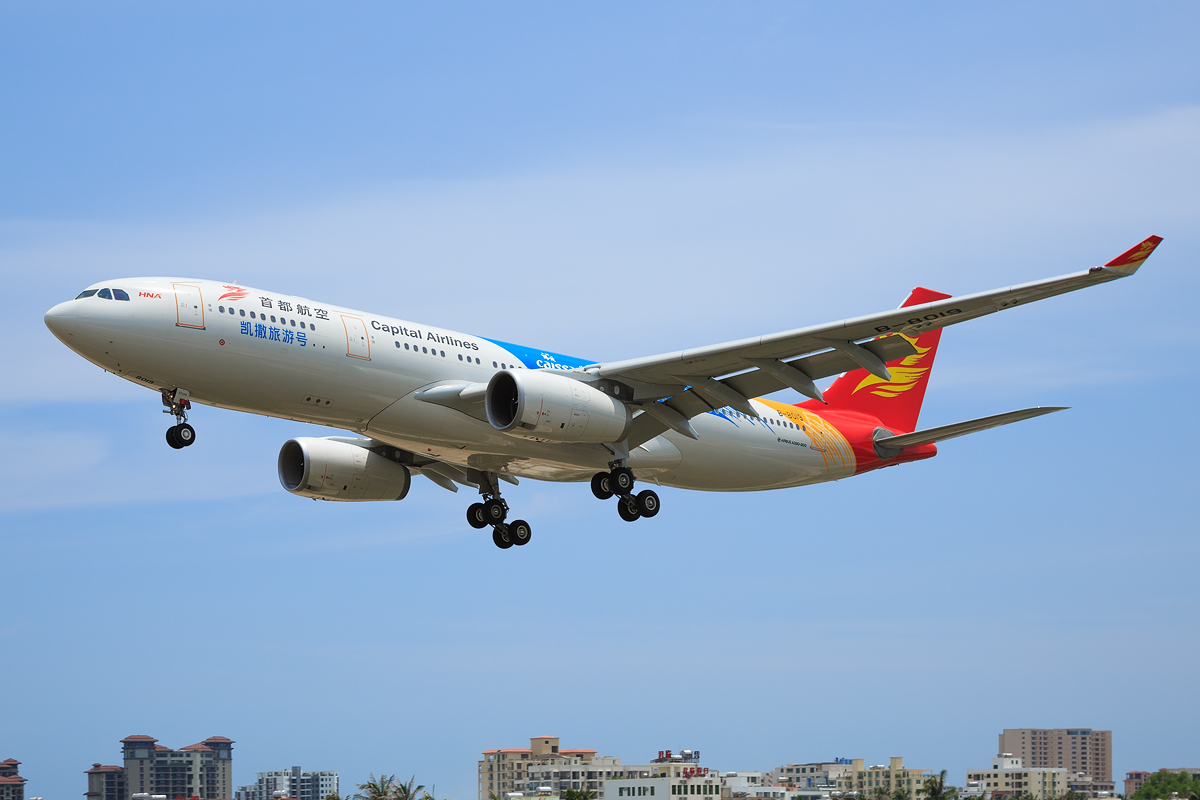
Airbus A330-200 авиакомпании Beijing Capital Airlines в заходе на посадку в международном аэропорту Санья

Beijing Capital Airlines (кит. 首都航空), действующий под торговой маркой Capital Airlines, — китайский бюджетный авиаперевозчик со штаб-квартирой в пекинском аэропорту Дасин (Capital Airlines Building — кит. 首都航空大厦), являющийся дочерним предприятием магистральной авиакомпании Hainan Airlines.

## История
Авиакомпания Deer Jet Airlines (кит. 金鹿航空) была основана в 1995 году. Четыре года спустя компания открыла международные рейсы под брендом Deer Air. В октябре 2007 года перевозчик получил свой первый лайнер Airbus A319 и начал возвращать из лизинга использовавшиеся ранее самолёты Boeing 737. В декабре 2008 года Deer Jet Airlines начала выполнение чартерных перевозок на Airbus A319 и бизнес-джетах. В следующем году авиакомпания получила официальное разрешение на организацию регулярных пассажирских перевозок.
4 мая 2010 года Deer Jet Airlines была разделена на две компании. Первая, продолжившая выполнение чартерных рейсов, сохранила прежнее название, вторая компания, которой достались регулярные маршруты, вышла на рынок под брендом Capital Airlines.

## Флот
В июле 2021 года воздушный флот авиакомпании Beijing Capital Airlines составляли следующие самолёты:
| Тип самолёта             | В эксплуатации | Заказано | Пассажирских мест | Пассажирских мест | Пассажирских мест | Примечания |
| Тип самолёта             | В эксплуатации | Заказано | C                 | Y                 | Total             | Примечания |
| ------------------------ | -------------- | -------- | ----------------- | ----------------- | ----------------- | ---------- |
| Airbus A319-100          | 16             | —        | —                 | 138               | 138               |            |
| Airbus A320-200          | 32             | —        | 8                 | 144               | 152               |            |
| Airbus A320neo           | 7              | —        | —                 | 180               | 180               |            |
| Airbus A321-200          | 19             | —        | 20                | 196               | 216               |            |
| Airbus A321neo           | 3              | —        | нет данных        | нет данных        | нет данных        |            |
| Airbus A330-200          | 7              | —        | 36                | 186               | 222               |            |
| Airbus A330-300          | 4              | —        | 18                | 288               | 306               |            |
| Gulfstream Aerospace G-V | 3              | —        | нет данных        | нет данных        | нет данных        |            |
| Всего                    | 91             | 0        |                   |                   |                   |            |